# Christian Lépine
Christian Lépine (Montréal, 18 settembre 1951) è un arcivescovo cattolico canadese.

## Biografia
Nato il 18 settembre 1951 a Montréal, prima di entrare nel Seminario Maggiore ha studiato al Collège Militaire Royal de St-Jean e all'Ecole Polytechnique de Montréal.
È stato ordinato sacerdote il 7 settembre 1983 e ha svolto il ministero pastorale come vice parroco. Dal 1986 al 1998 ha studiato teologia a Roma, presso l'Università Gregoriana, ottenendo la licenza in Teologia Dogmatica.
Ha svolto molteplici incarichi sia come Vicario parrocchiale che come Parroco. Inoltre, è stato segretario del Cardinale Turcotte dal 1996 al 1998, anno in cui ha preso servizio presso la Segreteria di Stato e, successivamente, presso la Congregazione per il Culto Divino e la Disciplina dei Sacramenti. Dal 2001 al 2006 è stato membro dell'équipe dei formatori del Seminario Maggiore a Montréal, per poi diventare parroco di Notre-Dame-des-Champs e Purification-de-la-Bienheureuse-Vierge-Marie.
L'11 luglio 2011 è stato nominato vescovo titolare di Zabi e ausiliare di Montréal ed è stato consacrato il successivo 10 settembre. Meno di un anno dopo, il 20 marzo 2012 viene nominato arcivescovo di Montréal succedendo così al cardinale Jean-Claude Turcotte, dimissionario per limiti di età.

## Genealogia episcopale e successione apostolica
La genealogia episcopale è:
- Cardinale Scipione Rebiba
- Cardinale Giulio Antonio Santori
- Cardinale Girolamo Bernerio, O.P.
- Arcivescovo Galeazzo Sanvitale
- Cardinale Ludovico Ludovisi
- Cardinale Luigi Caetani
- Cardinale Ulderico Carpegna
- Cardinale Paluzzo Paluzzi Altieri degli Albertoni
- Papa Benedetto XIII
- Papa Benedetto XIV
- Cardinale Enrico Enriquez
- Arcivescovo Manuel Quintano Bonifaz
- Cardinale Buenaventura Córdoba Espinosa de la Cerda
- Cardinale Giuseppe Maria Doria Pamphilj
- Papa Pio VIII
- Papa Pio IX
- Cardinale Alessandro Franchi
- Cardinale Giovanni Simeoni
- Cardinale Antonio Agliardi
- Cardinale Basilio Pompilj
- Cardinale Adeodato Piazza, O.C.D.
- Cardinale Paul-Émile Léger, P.S.S.
- Cardinale Paul Grégoire
- Cardinale Jean-Claude Turcotte
- Arcivescovo Christian Lépine

La successione apostolica è:
- Vescovo Alain Faubert (2016)
- Cardinale Francis Leo (2022)